# 트레드스톤
《트레드스톤》(영어: Treadstone)은 2019년 USA 네트워크에서 방영된 액션, 첩보 드라마다. 2019년 9월 24일 파일럿 방영되었으며, 2019년 10월 15일 첫 방송 했다. 2020년 5월, 시즌 2 캔슬 소식이 발표되어 마무리되었다.
2021년 6월 11일부터 동년 8월 13일까지 매주 금요일 밤 9시 OCN에서 방송되었다.

## 출연진
- 제레미 어바인 - 존
- 브라이언 J. 스미스 - 더그
- 오마 멧월리 - 맷
- 트레이시 이피처 - 티나
- 한효주 - 소윤 역
- 가브리엘 샤르니스키 - 페트라
- 에밀리아 슐레 - 어린 페트라
- 미셸 포브스 - 엘렌
- 마이클 개스턴 - 댄
- 슈루티 하산 - 니라
- 우민준 - 진우
- 이종혁 - 신 장군
- 이진이 - 권장미 역 - 권장군의 외동 딸